# Роберт Крипен
Роберт Лорел Крипен (енгл. Robert Laurel Crippen; Бомонт, 11. септембар 1937) пензионисани је амерички пилот и астронаут. Изабран је за астронаута 1969. године.

## Биографија
Пре него што је изабран за астронаута, летео је као борбени пилот при Америчкој ратној морнарици, којој се придружио по завршетку пколе за официрске кандидате Ратне морнарице САД, конкретно њеног авијацијског сектора, поставши морнарички пилот. Врло брзо је послат у елитну школу за пробне пилоте при Ратном ваздухопловству САД у ваздухопловној бази Едвардс, Калифорнија, одакле је 1966. прекомандован у МОЛ програм, тачније другу астронаутску групу. Програм је развијан под надзором Ваздухопловства, али је убрзо укинут, и са још неколико колега Крипен је прекомандован у НАСА-у 1969. године.
У свемир је летео четири пута; први пут као пилот СТС-1 мисије, прве мисије из Спејс-шатл програма, 1981. године. Три пута је командовао шатловима, 1983. и 1984. године (СТС-7, СТС-41-Ц и СТС-41-Г). Био је одређен за команданта мисије СТС-62-А (прва која је требало да буде лансирана из Ванденберг ваздухопловне базе), али је она отказана након несреће на Челенџеру 1986. године. Уочи ових задатака, био је у помоћним посадама за све три мисије на Скајлабу — Скајлаб 2, Скајлаб 3, Скајлаб 4 и Аполо-Сојуз Тест Пројекат.
Током каријере је забележио 6.500 часова лета, од тога 5.500 на млазњацима. Провео је 23 дана у свемиру.
По завршетку средње школе 1955. године, уписао се на студије аерокосмичке технике на Универзитету Тексас. Дипломирао је 1960. године.
Морнарицу је напустио у чину капетана и остао при НАСА као цивил, налазивши се на више одговорних руководећих функције, између осталог и на позицији директора Свемирског центра Кенеди (1992—1995). Након што је напустио и НАСА-у, Крипен се отиснуо у приватни сектор. Био је потпредседник за информационе системе Локид Мартина од 1995. до 1996. године, а 2001. се пензионисао са места председника Тиокола. Члан је неколико кућа славних и носилац бројних друштвених признања, цивилних и војних одликовања. Носилац је Конгресне свемирске медаље части, и тренутно је последњи амерички астронаут који је добио ово високо одликовање.
Крипен се женио двапут и има троје деце из првог брака.

## Галерија
- Крипен током испитивања свемирског одела, 1979. године
- Крипен (десно) и Јанг на брифингу пре мисије СТС-1, 1981. године
- Крипен током првог Спејс-шатл лета, 1981. године
- Џорџ Буш, Др. Алан Лавлејс, Крипен (трећи слева), Јанг и Роналд Реган, 1981. године
- Крипен (горе слева) са посадом СТС-7 мисије, 1983. године
- Крипен (први слева) као командант мисије СТС-41-Ц, 1984. године
- Крипен (горе у средини) као командант мисије СТС-41-Г, 1984. године
- Крипен са оделом из МОЛ програма, 2007. године